# Rob Bailey
Rob Bailey was de basgitarist van de Australische hardrockband AC/DC van april 1974 tot en met januari 1975. Hij voegde zich samen met drummer Peter Clack bij AC/DC nadat ze hadden gespeeld bij de band Flake en was een van de vaste bandleden in die tijd. Toen hij bij de band kwam, ter vervanging van Neil Smith, was de bezetting van AC/DC: Angus Young (leadgitarist), Malcolm Young (rhythmgitarist), Dave Evans (leadzanger) en Peter Clack (drummer). Na januari 1975 was er tot de komst van Mark Evans geen vaste bassist, deze rol werd toen vervuld door Larry Van Kriedt, Malcolm Young, zijn oudere broer George Young en soms door Paul Matters.
Rob Bailey staat op het, tot nu toe, oudste beeldmateriaal van AC/DC, de Last Picture Show Theatre video van de single "Can I Sit Next To You Girl". Verder was Rob Bailey de bassist tijdens de opname van het debuutalbum High Voltage maar de baspartijen werden voornamelijk gespeeld door George Young. Uiteindelijk kregen Rob Bailey noch George Young de credits, die gingen namelijk naar Mark Evans. Vandaag de dag is Rob Bailey betrokken bij Cambridge Hotel in Newcastle West, New South Wales.

## Voetnoten
1. ↑  (en) Australische Band Flake.
2. ↑  (en) Last Picture Show Theatre. YouTube.com
3. ↑  (en) Baspartijen van George Young. AllMusic.com
4. ↑  (en) Credits van Mark Evans. AllMusic.com

- "Two Sides To Every Glory", Paul Stenning, 2005
- "Metal Hammer & Classic Rock present AC/DC", Metal Hammer magazine special, 2005

Angus Young · Malcolm Young · Cliff Williams · Brian Johnson · Phil Rudd

Bon Scott · Dave Evans · Peter Clack · Rob Bailey · Simon Wright · Chris Slade · Mark Evans